# Siegmund (Brandenburg-Kulmbach)

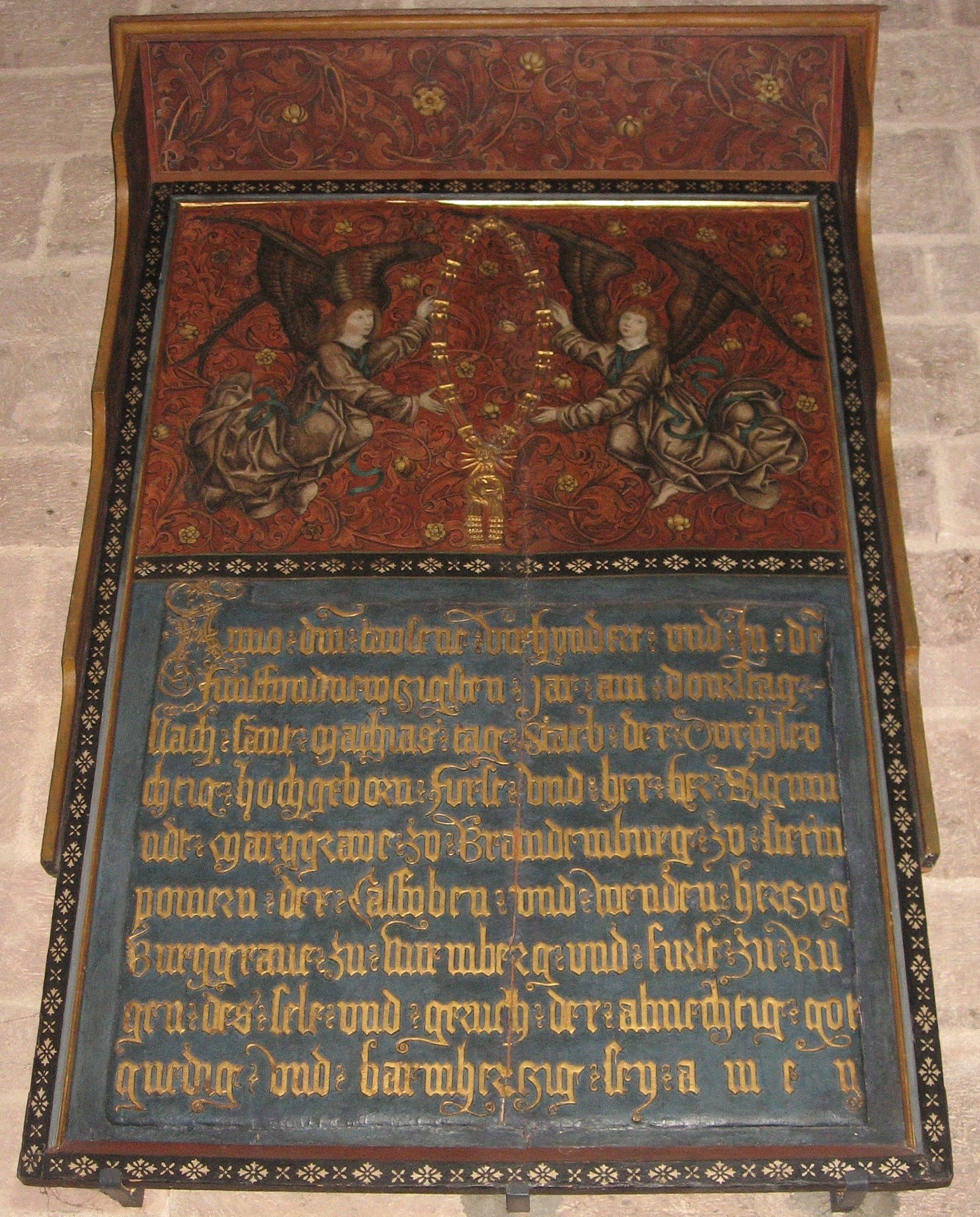
Gedächtnistafel des Markgrafen Sigmund im Heilsbronner Münster

Siegmund von Brandenburg-Kulmbach (* 27. September 1468 in Ansbach; † 26. Februar 1495 ebenda) war Markgraf von Brandenburg-Kulmbach von 1486 bis 1495.

## Leben
Siegmund war der dritte Sohn des brandenburgischen Markgrafen und Kurfürsten Albrecht Achilles (1414–1486) aus dessen zweiter Ehe mit Anna (1436–1512), Tochter des Kurfürsten Friedrich II. von Sachsen.
Sein Vater hatte nach dem Tod seiner Brüder allen brandenburgischen und fränkischen Besitz der Hohenzollern vereinigt und 1473 mit der Dispositio Achillea die Aufteilung seines Erbes auf seine Söhne geregelt. Bei Albrechts Tod 1486 erhielt demnach Siegmunds Halbbruder aus Albrechts erster Ehe, Johann Cicero, die Mark Brandenburg einschließlich der Kurfürstenwürde, während die fränkischen Besitzungen, nämlich die Fürstentumer Kulmbach und Ansbach zwischen Siegmund und seinem Bruder Friedrich ausgelost wurden. Siegmund erhielt demnach Kulmbach und Friedrich Ansbach.
Siegmund, dessen Residenz die Plassenburg in Kulmbach war, trat in Franken nur selten als Herrscher in Erscheinung. Er stand in fremden Kriegsdiensten, wobei er sich meistens am Hof König Maximilians I. aufhielt, dem er als Feldhauptmann diente. Da Friedrich die prestigeträchtigere Titular-Würde eines Markgrafen von Brandenburg führte, wird sein Fürstentum Kulmbach auch „Markgraftum Brandenburg-Kulmbach“ genannt.
Er starb 1495 unverheiratet und ohne Nachkommen in Ansbach während eines Besuchs bei seinem Bruder Friedrich, der sein Nachfolger wurde. Siegmund wurde im Kloster Heilsbronn beigesetzt.

## Einzelnachweis
1. ↑  Wolfgang Neugebauer: Die Hohenzollern. Bd. 1. Anfänge, Landesstaat und monarchische Autokratie bis 1740. Kohlhammer, Stuttgart 1996, ISBN 978-3-17-012096-9, S. 103

| Vorgänger         | Amt                                         | Nachfolger    |
| ----------------- | ------------------------------------------- | ------------- |
| Albrecht Achilles | Markgraf von Brandenburg-Kulmbach 1486–1495 | Friedrich II. |

| Personendaten    | Personendaten                                          |
| ---------------- | ------------------------------------------------------ |
| NAME             | Siegmund                                               |
| ALTERNATIVNAMEN  | Siegmund von Brandenburg-Kulmbach (vollständiger Name) |
| KURZBESCHREIBUNG | Markgraf von Brandenburg-Kulmbach                      |
| GEBURTSDATUM     | 27. September 1468                                     |
| GEBURTSORT       | Ansbach                                                |
| STERBEDATUM      | 26. Februar 1495                                       |
| STERBEORT        | Ansbach                                                |